# Jemen az 1992. évi nyári olimpiai játékokon
Jemen a spanyolországi Barcelonában megrendezett 1992. évi nyári olimpiai játékok egyik részt vevő nemzete volt. Az országot az olimpián 2 sportágban 9 sportoló képviselte, akik érmet nem szereztek.

## Atlétika
Férfi
| Versenyző          | Versenyszám | Előfutam         | Előfutam         | Előfutam         | Elődöntő | Elődöntő | Elődöntő | Döntő   | Döntő    |
| Versenyző          | Versenyszám | Idő              | Hely.            | Össz.            | Idő      | Hely.    | Össz.    | Idő     | Helyezés |
| ------------------ | ----------- | ---------------- | ---------------- | ---------------- | -------- | -------- | -------- | ------- | -------- |
| Anwar Mohamed      | 800 m       | 1:52,71          | 7.               | 47.              | kiesett  | kiesett  | kiesett  | kiesett | kiesett  |
| Awad Salah Nasser  | 1500 m      | 3:51,89          | 11.              | 38.              | kiesett  | kiesett  | kiesett  | kiesett | kiesett  |
| Husein Saleh Joaim | 5000 m      | nem állt rajthoz | nem állt rajthoz | nem állt rajthoz |          |          |          | kiesett | kiesett  |
| Khalid Al-Estashi  | 10 000 m    | 30:49,58         | 26.              | 48.              |          |          |          | kiesett | kiesett  |

## Cselgáncs
Férfi
| Versenyző          | Versenyszám | Selejtező                     | 32-es főtábla                             | Nyolcaddöntő      | Negyeddöntő       | Elődöntő          | Vigaszág első kör | Vigaszág nyolcaddöntő | Vigaszág negyeddöntő | Vigaszág elődöntő | Bronz- mérkőzés   | Döntő             | Helyezés |
| Versenyző          | Versenyszám | Ellenfél Eredmény             | Ellenfél Eredmény                         | Ellenfél Eredmény | Ellenfél Eredmény | Ellenfél Eredmény | Ellenfél Eredmény | Ellenfél Eredmény     | Ellenfél Eredmény    | Ellenfél Eredmény | Ellenfél Eredmény | Ellenfél Eredmény | Helyezés |
| ------------------ | ----------- | ----------------------------- | ----------------------------------------- | ----------------- | ----------------- | ----------------- | ----------------- | --------------------- | -------------------- | ----------------- | ----------------- | ----------------- | -------- |
| Salah Al-Humaidi   | Légsúly     | erőnyerő                      | Philippe Pradayrol (FRA) · 0000-1000      | kiesett           | kiesett           | kiesett           |                   |                       |                      |                   |                   |                   | 23.      |
| Mansour Al-Soraihi | Harmatsúly  | erőnyerő                      | Szandíp Bjala (IND) · 0000-1000           | kiesett           | kiesett           | kiesett           |                   |                       |                      |                   |                   |                   | 24.      |
| Mohamed Al-Jalai   | Könnyűsúly  | Juan Vargas (ESA) · 0000-1000 | kiesett                                   | kiesett           | kiesett           | kiesett           |                   |                       |                      |                   |                   |                   | 34.      |
| Ahmed Al-Shiekh    | Váltósúly   | erőnyerő                      | Davaasambuugiin Dorjbat (MGL) · 0000-1000 | kiesett           | kiesett           | kiesett           |                   |                       |                      |                   |                   |                   | 22.      |
| Yahia Mufarrih     | Középsúly   | erőnyerő                      | Nikola Filipov (BUL) · 0000-1000          | kiesett           | kiesett           | kiesett           |                   |                       |                      |                   |                   |                   | 21.      |